# Ghindeni (gmina)
Ghindeni – gmina w Rumunii, w okręgu Dolj. Obejmuje tylko jedną miejscowość Ghindeni. W 2011 roku liczyła 1936 mieszkańców.